# Підземні сховища Breaux Bridge/Anse La Butte
Breaux Bridge та Anse La Butte – розташовані поряд підземні сховища в штаті Луїзіана, призначені для зберігання різноманітних продуктів нафтогазової та нафтохімічної промисловості.
Сховища знаходяться на півдні штату, на північно-східній околиці міста Лафаєтт. Вони відносяться до поширеного на півдні США типу соляних каверн, які створюють шляхом вимивання пустот у відкладеннях солі (в регіоні Мексиканської затоки їх потужність може складати кілька сотень метрів).
Станом на 2010 рік компанія Enterprise Products Partners мала тут 14 каверн – 9 у сховищі Breaux Bridge загальною ємністю у 6,3 млн барелів зріджених вуглеводневих газів та 5 у сховищі Anse La Butte з ємністю 3,5 млн барелів.
Можливо відзначити, що Breaux Bridge є важливим логістичним хабом у галузі транспортування ЗВГ, оскільки має сполучення з :
- системою для ЗВГ Louisiana Pipeline System (транспортує ЗВГ між різними ГПЗ, фракціонаторами, сховищами та споживачами Луїзіани);
- системою для ЗВГ River Parish Pipeline System (має таку саме функціональність що і попередня);
- системою для ЗВГ Cajun Sibon (схожа з двома попередніми, проте з середини 2010-х має сполучення з техаським логістичним хабом у Монт-Бельв’ю);
- трубопроводом Lou-Tex NGL Pipeline (сполучає Breaux Bridge з Монт-Бельв’ю);
- пропанопроводом Dixie Pipeline (живить споживачів на атлантичному узбережжі США).